# Dom dobrych drzew
Dom dobrych drzew – singel Edyty Górniak, wydany 6 marca 2018 i promujący emitowany w TVP1 serial telewizyjny Leśniczówka. 
Singel wydano nakładem Universal Music Polska. Za mix utworu odpowiadał Chris Aiken. 
Autorem tekstu utworu jest Andrzej Ciborski, zaś muzyki Piotr Mikołajczak. Za produkcję odpowiadał Kris Górski.
Wokalistka pierwszy raz wykonała utwór na żywo przed publicznością 22 lutego 2018, podczas odsłony wiosennej ramówki TVP. 
Utwór notowany był na 12. miejscu listy przebojów Top-15 polonijnej rozgłośni radiowej Wietrznego Radia.

## Notowania
| Notowanie (2018) | Rozgłośnia radiowa | Pozycja |
| ---------------- | ------------------ | ------- |
| Top-15           | Wietrzne Radio     | 12      |